# Heinz von Cramer
Heinz von Cramer (Stettin, 12 juli 1924 – nabij Viterbo, 24 maart 2009) was een Duits schrijver en hoorspelregisseur.

## Biografie
Heinz von Cramer werd geboren als zoon van Duits-Baltische ouders in Stettin en groeide op in de garnizoensstad Potsdam. Hij studeerde tegen de wil van zijn ouders muziek in Berlijn, onder meer bij Boris Blacher. In 1944 deserteerde hij en dook hij onder in Berlijn. Na de Tweede Wereldoorlog werkte von Cramer als dramaturg, regisseur en later als schrijver van hoorspelen. Hij schreef in die periode ook libretto's en balletteksten voor Boris Blacher, Hans Werner Henze en Gottfried von Einem. Sinds 1953 woonde von Cramer als schrijver op het eiland Procida in Italië. Von Cramer was de belangrijkste schrijver van experimentele hoorspelen en was een veelgevraagd regisseur ervan.

## Werken

### Romans
- San Siverio, 1956
- Die Kunstfigur, 1958
- Die Konzessionen des Himmels, 1961
- Der Paralleldenker, 1968

### Verhalen
- Leben wie im Paradies, 1964

### Televisiefilms
- Das war Urmuz. Dokumentation eines Falles von Poesie. Prod.: SFB, 1967. (regie)
- Dieser Mann und Deutschland. Prod.: WDR, 1967. (scenario. regie: Hans Jürgen Pohland)

### Hoorspelen
- Die Droge van Gaston Bart-Williams. Prod.: WDR, 1972. (regie)
- Nachtmahr-Abtei van Thomas Love Peacock. Prod.: NDR, 1991. (regie)
- Goldbergvariationen van Dieter Kühn. Prod.: BR/HR 1974. (Regie), Hörspielpreis der Kriegsblinden 1975.
- Nachtschatten van Friederike Roth. Prod.: SDR/NDR/RIAS, 1984. (Regie), Hörspielpreis der Kriegsblinden 1985.
- Koljas Briefe van Adolf Schröder. Prod.: NDR, 2001. (regie)
- Die Verwandlung van Franz Kafka. Prod.: NDR, 2002. ISBN 3-455-32002-3  (bewerking en regie)

### Operalibretti
- 1946/1947: Die Flut (muziek: Boris Blacher)
- 1952: Preußisches Märchen (muziek: Boris Blacher)
- 1953: Der Prozess  (met Boris Blacher naar de gelijknamige roman van Franz Kafka, muziek: Gottfried von Einem)
- 1959: König Hirsch (muziek: Hans Werner Henze)

- Bibsys: 3092859
- Biblioteca Nacional de España: XX6214851
- Bibliothèque nationale de France: cb12386296g (data)
- CiNii: DA07407389
- Gemeinsame Normdatei: 116709197
- International Standard Name Identifier: 0000 0001 1881 1651
- Library of Congress Control Number: no88006189
- MusicBrainz: e8b1f69e-6be4-400d-8431-4cf85a1b6a71
- Nationale Bibliotheek van Tsjechië: xx0156260
- Nationale Bibliotheek van Israël: 987007603854005171
- Nederlandse Thesaurus van Auteursnamen: 067758622
- Réseau des bibliothèques de Suisse occidentale: 02-A003142257
- Istituto Centrale per il Catalogo Unico: BVEV106387
- Système universitaire de documentation: 032930402
- Virtual International Authority File: 113154970
- WorldCat: E39PBJkD3J96rF7QWgkFFkyrv3